# (464557) 2016 CN43
(464557) 2016 CN43 es un asteroide perteneciente al cinturón de asteroides, descubierto el 4 de noviembre de 1996 por el equipo Spacewatch desde el Observatorio Nacional de Kitt Peak (Arizona, Estados Unidos).